# Nupserha mozambica
Nupserha mozambica là một loài bọ cánh cứng trong họ Cerambycidae.